# مركز استعلام
مركز الاستعلام أو الاستعلامات أو الزوار هو مكان مادي يتيح معلومات سياحية للزوار.